# Curcuma latifolia
Curcuma latifolia là một loài thực vật có hoa trong họ Gừng. Loài này được William Roscoe mô tả khoa học đầu tiên năm 1825.

## Phân bố
Loài này có tại đông bắc Ấn Độ, Bangladesh.

## Mô tả
Thân rễ lớn, hình trứng. Củ chân vịt ít, ruột vàng nhạt. Củ rễ gần giống hình quả lê, nối với thân rễ bằng rễ mập. Thân giả và cuống lá xanh lục. Lá hình mác rộng, gân nổi rõ, dài 3–4 ft (90–120 cm), rộng 12-15 inch (30–40 cm), mặt trên nhẵn nhụi, mặt dưới có lông tơ hay lông lụa, với vết mờ màu tía kéo dài toàn bộ chiều dài lá. Cuống lá dài có rãnh, thân giả có bẹ ở gốc. Toàn cây cao 8–12 ft (245–365 cm). Cành hoa bông thóc mọc lên từ rễ trước khi có lá, cụm hoa dài 6-8 inch (15–20 cm); các lá bắc ngoài rộng, hình trứng, nhọn, có sọc, xanh lục, gắn vào cán hoa tạo thành hình chén; các lá bắc vòng trong hình trứng, nhẵn, như màng, mỗi lá đối diện 1 hoa; 3-4 hoa trong mỗi chùm; mào lớn, màu hồng tươi hay đỏ thắm; tràng hoa hé mở; đài hoa hình ống, phồng, 3 răng, bao lấy khoảng một nửa ống tràng, thưa lông mịn; phiến ngoài 3 phần, 2 phần bên bằng nhau, hình trứng, hình mác, phần trên hay phần giữa hơi dài hơn, có mấu nhọn, che phủ lên các cơ quan tạo quả, một túm lông nhỏ màu trắng ở đỉnh; phiến trong hay môi rộng, hình trứng, hơi xẻ thùy, uốn ngược, màu vàng với vài vạch màu nâu xuống tới trung tâm; chỉ [nhị, nhị lép] tạo thành môi trên, chia 3 phần, phần trung tâm có bao phấn, các phần bên hay cánh giống như cánh hoa, thẳng, chụm lại; bao phấn ngắn, ép dẹp, 2 thùy, 2 cựa, bao lấy vòi nhụy; mầm hình trứng, có lông, 3 ngăn; vòi nhụy thanh mảnh, hình ống, được các bướu mầm; đầu nhụy hình chén, hơi vượt hơn bao phấn.